# Terville Florange Olympique Club 2020-2021
Questa voce raccoglie le informazioni riguardanti il Terville Florange Olympique Club nelle competizioni ufficiali della stagione 2020-2021.

## Organigramma societario
Area direttiva
- Presidente: Daniel Mroczkowski

Area tecnica
- Allenatore: Romain Pitou
- Allenatore in seconda: Simon Garel

## Rosa
| N° | Nome               | Ruolo | Data di nascita  | Nazionalità sportiva |
| -- | ------------------ | ----- | ---------------- | -------------------- |
| 1  | Mariam Sidibé      | C     | 17 maggio 1993   | Francia              |
| 2  | Manon Louessard    | C     | 20 giugno 2003   | Francia              |
| 3  | Kendall White      | L     | 7 luglio 1997    | Stati Uniti          |
| 4  | Courtney Schwan    | S     | 9 maggio 1996    | Stati Uniti          |
| 5  | Maëlle Guth        | P     | 25 maggio 1999   | Francia              |
| 6  | Léna Chameaux      | P     | 5 maggio 1997    | Francia              |
| 7  | Ruta Stanyulite    | C     | 14 agosto 1998   | Lituania             |
| 8  | Valentine Mortreux | C     | 17 febbraio 1992 | Francia              |
| 9  | Elissa Baklouti    | S     | 4 marzo 2004     | Francia              |
| 10 | Taylor Mims        | O     | 15 agosto 1997   | Stati Uniti          |
| 11 | Rainette Uiato     | P     | 4 febbraio 1992  | Stati Uniti          |
| 12 | Olena Lymareva     | S     | 3 giugno 1992    | Ucraina              |
| 13 | Polina Pitou       | S     | 7 dicembre 1987  | Estonia              |
| 14 | Audrey Ridel       | S     | 1º marzo 2000    | Francia              |
| 16 | Eva Del Moral      | P     | 24 marzo 2002    | Francia              |
| 17 | Alicia Huet        | C     | 8 aprile 2001    | Francia              |
| 20 | Cassie Messein     | L     | 5 marzo 2002     | Francia              |